# في/إتش/إس: فايرل (فلم)
في/إتش/إس: فايرل (بالإنجليزية: V/H/S: Viral) هو فيلم رعب تم إنتاجه في الولايات المتحدة وصدر سنة 2014 بطولة إيمي أرجو وجاستين ويلبورن وماريان ألفاريز وهو الجزء الثالث من سلسلة أفلام الرعب V/H/S.

## القصة
يستمر الجزء الثالث من السلسلة بتجميع مجموعة من الأفلام القصيرة المأخوذة من كاميرات الفيديو المنزلية التي تم تصويرها على يد هواة ، وتعرض في إطار من الرعب والتشويق والإثارة بعضا من المواقف المرعبة التي حدثت لهم ، ويركز هذا الجزء على مجموعة من المراهقين المهووسين بالشهرة ، والذين بدون أن يشعروا صاروا نجوما في إحدى ضجات الإنترنت.

## وصلات خارجية
- مقالات تستعمل روابط فنية بلا صلة مع ويكي بيانات

في/إتش/إس: فايرل على IMDb
في/إتش/إس: فايرل على Rotten Tomatos
في/إتش/إس: فايرل على AllMovie